# Kolonia
Kolonia o Kilonia es la ciudad más importante en cuanto a población se refiere de la isla de Pohnpei, que se encuentra situada en los Estados Federados de Micronesia. Es por mucho el mayor centro de población en Pohnpei y el mayor centro comercial de la isla. El área de tierra de Kolonia es pequeño, con un gran número de edificios que se extienden fuera de los límites de la ciudad.

## Toponimia
El nombre es debido a una antigua colonia que España estableció a su llegada a la isla en 1887 y a la que no puso un nombre oficial por lo que se le quedó el de Colonia. Más tarde, la ciudad fue vendida a Alemania y los alemanes la llamaron Kolonia, escrito con k, adaptando el nombre a su grafía.

## Ubicación geográfica

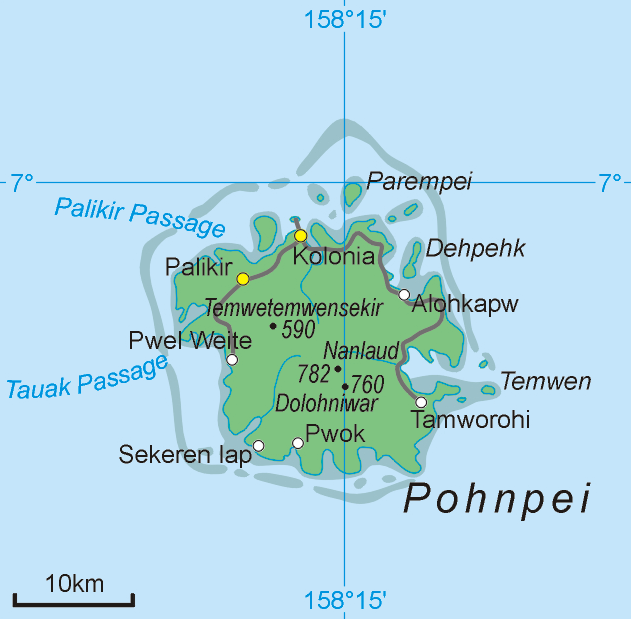
Ubicación de Kolonia en la isla Pohnpei.

La ciudad se encuentra localizada a 5 km al noroeste de la ciudad de Palikir, que es la capital nacional y segunda ciudad más importante del país. La ciudad se encuentra rodeada en parte por el océano Pacífico.

## Historia
El dominio de Kolonia ha ido pasando a lo largo de toda su historia por varias potencias empezando por  España, que fue quien la fundó en 1887 como puesto militar, comercial y capital en el Pacífico bajo el nombre de Colonia de Santiago.
En 1899, tras pasar a poder de  Alemania, la ciudad se modernizó y mejoró progresivamente durante su dominio. El Imperio Alemán tuvo que encargarse de la ciudad después de que fuera arrasada por un tifón en 1905.
Tras la derrota alemana en la Primera Guerra Mundial fue ocupada por  Japón en 1914, quienes fueron los que más invirtieron en la isla durante sus 31 años de dominio, construyendo alrededor de 900 edificios, ampliando enormemente el sistema de carreteras y equipando el cerro Sokehs (cerca de la ciudad) con cañones marinos y antiaéreos, pero a la vez fueron los que más perdieron ya que durante la Segunda Guerra Mundial la ciudad fue bombardeada por EE. UU. con 118 toneladas de bombas y otras 600 bombas incendiarias, dejándola completamente destruida. 
Los Estados Unidos la reconstruyeron en sus años de dominio y permitieron que la ciudad siga existiendo en la actualidad.
Bajo el gobierno de los Estados Federados de Micronesia la ciudad ha crecido poco en población y, aunque es la segunda más grande del país, sigue siendo una ciudad muy pequeña para tratarse de la ciudad más comercial de un país. Kolonia cuenta con tiendas de comestibles, restaurantes, escuelas públicas y privadas, hoteles, bares, y una variedad de iglesias.

## Demografía
La población es fundamentalmente indígena, de etnia micronesia y se compone de varios grupos etnolingüísticos. El inglés y el ponapeño son las lenguas más populares. La tasa de crecimiento poblacional se mantiene en un 3% aunque aminorada por la creciente emigración. En toda la isla de Pohnpei y por tanto también en Kolonia son comunes los casos de extremo daltonismo, conocido como acromatopsia.
Existe una creciente población de estadounidenses, australianos, europeos y residentes de China y las Filipinas. Al igual que en el resto del país, el inglés se ha convertido en el lenguaje común de las administraciones, y para la educación secundaria y terciaria, junto con el ponapeño. En la misión católica de Kolonia, entre las misioneras mercedarias, también se habla el español.
La población en el año 2005 era de 7.800 habitantes, lo que la convierte con diferencia en el centro más poblado de la isla y por tanto también de todos los Estados Federados de Micronesia, tan solo por detrás de la ciudad de Weno, que cuenta con algo más de 13.000 habitantes.

## Economía
La ciudad dispone de muchos comercios, bares y negocios de todo tipo por lo que es la ciudad ideal para aquel que viva en la isla y quiera ir a divertirse o a comprar y además es la ciudad más comercial del país. Todas las calles se encuentran asfaltadas (es la única ciudad del país en la que se da esta situación) y además disponen de letreros informando de su nombre.
La actividad económica fundamental de la ciudad se basa sobre todo en la agricultura de subsistencia y en la pesca, cuyos productos se exportan principalmente a Japón. Con excepción de los fosfatos, la actividad minera es irrelevante. El sector turístico tiene cierta importancia, con 17.000 turistas recibidos en 2007 en la ciudad, pero aun así faltan todavía infraestructuras capaces de acoger a todos los posibles interesados.
Tanto la ciudad como el país son nominalmente independientes pero en hechos, dependen de la ayuda financiera derivada de su Pacto de Libre Asociación con los Estados Unidos, por dos terceras partes de su presupuesto de 160 millones de dólares. El arrendamiento de licencias de pesca a empresas japonesas, coreanas y taiwanesas traen unos 20 millones, pero los recursos marinos de la federación podrían escasear por los continuos excesos en la pesca por parte de las naciones mencionadas.

## Religión

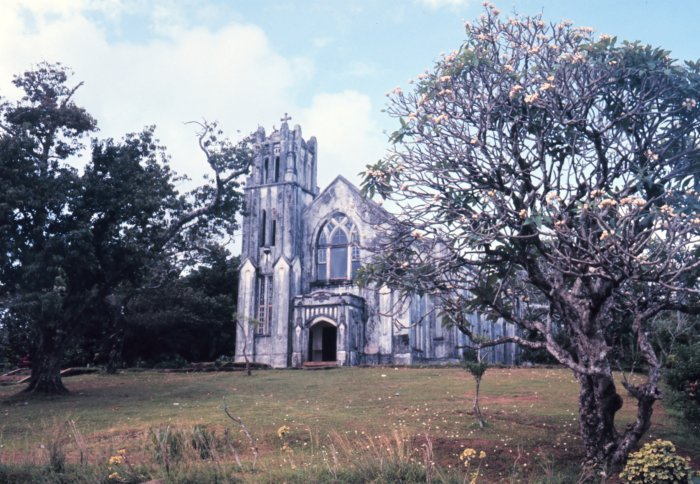
Iglesia en Kolonia (1973).

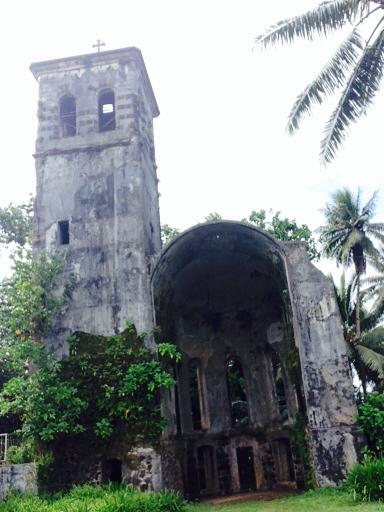
Campanario alemán en Kolonia

La población se divide por igual entre católicos y protestantes, además, existe un pequeño grupo de budistas en Pohnpei. La asistencia a servicios religiosos es en general elevada, las iglesias están bien apoyadas por sus congregaciones y desempeñan un papel importante en la sociedad civil. También tienen importancia en los alrededores de la ciudad las religiones indígenas.

## Cultura
La danza y la música forman una parte importante de la cultura del país. Los bailes tradicionales incluyen el baile del palo, donde se danza a la vez que se simula una lucha con un palo, practicado tanto en esta ciudad y toda Pohnpei, como en Yap y Chuuk.

### Fiestas oficiales
El calendario de fiestas oficiales es fijo todos los años para el país en conjunto, estando fijadas las siguientes fiestas:
| Fecha           | Nombre                                     | Notas                                 |
| --------------- | ------------------------------------------ | ------------------------------------- |
| 1 de enero      | Año Nuevo                                  |                                       |
| 10 de mayo      | Día de los Estados Federados de Micronesia | Aniversario de la Constitución        |
| 24 de octubre   | Día de las Naciones Unidas                 |                                       |
| 3 de noviembre  | Día de la independencia                    | Aniversario del fin del protectorado. |
| 25 de diciembre | Día de Navidad                             | Nacimiento de Jesús                   |

Si una fiesta cae en domingo, se celebra en todo el país el lunes siguiente. De igual forma, si una fiesta cae en sábado, se celebra el viernes precedente.

### Fiestas particulares
En toda Pohnpei (por lo tanto también en sus ciudades) se celebran fiestas particulares:
| Fecha            | Nombre                            | Estado  |
| ---------------- | --------------------------------- | ------- |
| Marzo o abril    | Viernes Santo                     | Pohnpei |
| Marzo o abril    | Domingo de Resurrección           | Pohnpei |
| 31 de marzo      | Día de la cultura                 | Pohnpei |
| 11 de septiembre | Día de la liberación              | Pohnpei |
| 8 de noviembre   | Día de la Constitución de Pohnpei | Pohnpei |

## Edificios interesantes
- Museo: Información de la interesante dinastía Saudeleur que gobernó en Pohnpei del año 500 al año 1450 D.C. y de la sucesión de Nahnmwarkis que la siguió.
- La Catedral del Campanario de Ponapé fue construida por los alemanes y españoles, terminada en 1909 y destruida por bombardeos americanos en la segunda guerra mundial. Están conservados el campanario que mide 20,7 metros de altura y el ábside.
- Cementerio alemán, fundado en 1907.[4] En 2018, el cementerio fue remodelado y reestructurado para ser un lugar histórico abierto al público. Los trabajos de remodelación y reestructuración fueron organizados y pagados por la embajada alemana en Manila. Merece ser mencionada en especial la tumba del gobernador Gustav Boeder (1860-1910) quién murió durante una rebelión (Rebelión de Sokehs) de los nativos de la isla. La fosa común (Mass grave site de Sokehs) de 15 rebeldes puede ser visitada en el barrio de Komwonlaid en el norte de Kolonia.[5] La dimensión de la fosa común que fue renovada en 1999 se eleva a 4,9x4,9 metros.[6]
- Muro de la Fortaleza Alfonso XIII, construida en 1887 y derribada en parte por los alemanes después de 1899.[7] Están conservados 210 de los 800 metros del muro que mide 2,4 metros de altura así como dos entradas con arcos.

## Voluntarios en Kolonia
Un número de grupos de voluntarios extranjeros operan en Kolonia, incluyendo el Cuerpo de Paz, el Organismo Japonés de Cooperación de Voluntarios de Ultramar (JOCV o JICA), WorldTeach, la Cruz Roja, el Cuerpo de Voluntarios Jesuitas, las Misioneras Mercedarias de Bérriz (España), la Sociedad de Conservación de Pohnpei (CSP), y la Aviación Misionera del Pacífico (PMA).

## Transportes y comunicación
En la ciudad se encuentra un pequeño puerto que es del que salen los buques comerciales de la isla, el Aeropuerto Internacional de Pohnpei se encuentra muy cercano a la ciudad y podría ser considerado como suyo, desde el salen aviones rumbo a varios destinos internacionales por lo que la isla se conecta con otros países y no queda tan aislada.
Varias carreteras en la isla unen a Kolonia con ciudades como Palikir y otros pueblos como Alohkapw, Tamworohi y Pwel Weite.
En Kolonia existen un edificio de telecomunicación y la antena de plato parabólica ayuda tanto a la ciudad como a Palikir, la capital de los Estados Federados de Micronesia.